# 1997 UEFA 챔피언스리그 결승전
1997년 UEFA 챔피언스리그 결승전은 1997년 5월 28일, 독일의 뮌헨에 위치한 올림피아슈타디온에서 열린 결승전이다. 독일 분데스리가의 도르트문트는 이탈리아 세리에 A의 유벤투스를 상대로 3-1 완승을 거두며 창단 이래 처음으로 빅이어를 차지하였다.

## 경기장, 일자, 유니폼
이 경기는 1997년 5월 28일, 올림피아슈타디온에서 개최되었다. 도르트문트는 전통적인 노랑-검정 홈 유니폼을 사용하였다. 반대로 유벤투스는 파란색 원정 유니폼을 입고 경기에 임했다.

## 결승까지의 경기
| 팀                    | 경기 | 승 | 무 | 패 | 득 | 실 | 차  | 승점 |
| --------------------- | ---- | -- | -- | -- | -- | -- | --- | ---- |
| AT 마드리드           | 6    | 4  | 1  | 1  | 12 | 4  | +8  | 13   |
| 도르트문트            | 6    | 4  | 1  | 1  | 14 | 8  | +6  | 13   |
| 비제프 우치           | 6    | 1  | 1  | 4  | 6  | 10 | -4  | 4    |
| 스테아우아 부쿠레슈티 | 6    | 1  | 1  | 4  | 5  | 15 | -10 | 4    |

| 팀                  | 경기 | 승 | 무 | 패 | 득 | 실 | 차  | 승점 |
| ------------------- | ---- | -- | -- | -- | -- | -- | --- | ---- |
| 유벤투스            | 6    | 5  | 1  | 0  | 11 | 1  | +10 | 16   |
| 맨체스터 유나이티드 | 6    | 3  | 0  | 3  | 6  | 3  | +3  | 9    |
| 페네르바흐체        | 6    | 2  | 1  | 3  | 3  | 6  | -3  | 7    |
| 라피트 빈           | 6    | 0  | 2  | 4  | 2  | 12 | -10 | 2    |

## 경기 요약
카를하인츠 리들레는 폴 램버트의 크로스를 받아 그대로 선제골로 이었다. 리들레는 날아오는 코너킥을 헤딩으로 네트를 갈라, 리드를 두골차로 늘렸다. 후반전, 유벤투스의 공격수 알레산드로 델 피에로는 후반에 교체 투입된 후, 알렌 복시치의 크로스를 백힐로 득점하여 1-2로 스코어를 1점 만회하였다.
당시 20세의 도르트문트 출신 청년 라르스 리켄은 피치에 나온지 고작 16초만에 안드레아스 묄러의 쓰루패스를 받았다. 그 후, 리켄은 안젤로 페루치 골키퍼를 넘기는 18m골을 단 한번의 볼터치만에 득점하였고, 스코어는 도르트문트가 3-1로 또다시 2점차로 앞서나갔다. 리켄은 챔피언스리그 결승전 역사상 최단시간에 득점한 교체선수로 이름을 올렸다.
지네딘 지단을 필드 위에서 지워버린 폴 램버트의 맹활약에 힘입어 도르트문트는 3-1 승리를 거둠과 동시에 구단의 첫 빅이어를 수집하였다.

## 상세 정보
| 도르트문트                | 3 – 1    | 유벤투스      |
| ------------------------- | -------- | ------------- |
| 리들레 29′ 34′ · 리켄 70′ | (리포트) | 델 피에로 66′ |

| 도르트문트 | 유벤투스 |

| 도르트문트:       |    |                      |     |     |
|                   |    |                      |     |     |
| GK                | 1  | 슈테판 클로스        |     |     |
| SW                | 6  | 마티아스 자머 (주장) |     |     |
| CB                | 15 | 위르겐 콜러          |     |     |
| CB                | 16 | 마틴 크레에          |     |     |
| RWB               | 7  | 슈테판 로이터        |     |     |
| LWB               | 17 | 외르크 하인리히      |     |     |
| CM                | 14 | 폴 램버트            |     |     |
| CM                | 19 | 파울루 소자          | 23′ |     |
| AM                | 10 | 안드레아스 묄러      |     | 89′ |
| CF                | 13 | 카를하인츠 리들레    |     | 67′ |
| CF                | 9  | 스테판 샤퓌자        |     | 70′ |
| 후보:             |    |                      |     |     |
| GK                | 12 | 볼프강 데 베에어     |     |     |
| MF                | 18 | 라르스 리켄          | 71′ | 70′ |
| MF                | 8  | 미하엘 초어크        |     | 89′ |
| MF                | 23 | 레네 트레초크        |     |     |
| FW                | 11 | 하이코 헤를리히      |     |     |
| 감독:             |    |                      |     |     |
| 오트마어 히츠펠트 |    |                      |     |     |

| 유벤투스:     |    |                       |     |     |
|               |    |                       |     |     |
| GK            | 1  | 안젤로 페루치 (주장)  |     |     |
| RB            | 5  | 세르지오 포리니       | 19′ | 46′ |
| CB            | 2  | 치로 페라라           |     |     |
| CB            | 4  | 파올로 몬테로         |     |     |
| LB            | 13 | 마르코 율리아노       | 90′ |     |
| DM            | 14 | 디디에 데샹           |     |     |
| RM            | 7  | 안젤로 디 리비오      |     |     |
| LM            | 18 | 블라디미르 유고비치   |     |     |
| AM            | 21 | 지네딘 지단           |     |     |
| CF            | 9  | 알렌 복시치           |     | 88′ |
| CF            | 15 | 크리스티안 비에리     |     | 73′ |
| 후보:         |    |                       |     |     |
| GK            | 12 | 미켈란젤로 람풀라     |     |     |
| DF            | 22 | 잔루카 페소토         |     |     |
| MF            | 20 | 알레산드로 타키나르디 |     | 88′ |
| FW            | 10 | 알레산드로 델 피에로  |     | 46′ |
| FW            | 16 | 니콜라 아모루소       |     | 73′ |
| 감독:         |    |                       |     |     |
| 마르첼로 리피 |    |                       |     |     |

## 같이 보기
- 1996-97년 UEFA 챔피언스리그